# Corydoras bifasciatus
Corydoras bifasciatus é uma espécie de peixe tropical de água doce pertencente à subfamília Corydoradinae e à família Callichthyidae. De acordo com a União Internacional para a Conservação da Natureza, seu Estado de conservação é pouco preocupante.

## Taxonomia e etimologia
O nome do gênero, Corydoras, vem do grego, kory = capacete, doras = pele. O epíteto específico se refere às duas listras pretas que possui em seu corpo, "bi" significando dois e "fasciatus" significando linha ou tira.
O holótipo recebeu o número IRSNB 485, sigla para Institut royal des Sciences naturelles de Belgique, onde está depositado. Foi coletado por Gosse Jean-Pierre e S.M. Léopold III em 1964. Oito parátipos também foram coletados pelos mesmos cientistas na mesma ocasião, e receberam a sigla IRSNB 486. A espécie foi descrita em 1972.
A localidade tipo é um riacho do lado esquerdo do Rio Cururu, afluente do Rio Tapajós. Foi encontrado próximo a Apiacás, em Mato Grosso, no limite da Terra Indígena Munduruku.

## Biologia
O tamanho padrão de seu corpo é de 52mm, aproximadamente, da ponta da cabeça à base da cauda, ou seja desconsiderando o tamanho da cauda.

## Interesse econômico
A espécie não apresenta interesse para a indústria pesqueira, mas tem interesse comercial para o aquarismo, sendo frequentemente encontrada em sites especializados do ramo. No entanto, não aparece na lista de espécies com captura permitida para o comércio ornamental no Brasil.